# Bắc Quỳnh
Bắc Quỳnh là một xã thuộc huyện Bắc Sơn, tỉnh Lạng Sơn, Việt Nam.
Tên của xã được ghép từ tên của hai xã cũ là Bắc Sơn và Quỳnh Sơn.

## Địa lý
Xã Bắc Quỳnh nằm ở phía đông bắc huyện Bắc Sơn, có vị trí địa lý:
- Phía đông giáp huyện Bình Gia
- Phía tây giáp thị trấn Bắc Sơn và xã Long Đống
- Phía nam giáp xã Chiêu Vũ và xã Hưng Vũ
- Phía bắc giáp huyện Bình Gia.

Xã Bắc Quỳnh có diện tích 32,52 km², dân số năm 2018 là 4.107 người, mật độ dân số đạt 126 người/km².

## Lịch sử
Địa bàn xã Bắc Quỳnh hiện nay trước đây vốn là hai xã Bắc Sơn và Quỳnh Sơn thuộc huyện Bắc Sơn.
Trước khi sáp nhập, xã Bắc Sơn có diện tích 17,93 km², dân số là 2.194 người, mật độ dân số đạt 122 người/km². Xã Quỳnh Sơn có diện tích 14,59 km², dân số là 1.913 người, mật độ dân số đạt 131 người/km².
Ngày 21 tháng 11 năm 2019, Ủy ban Thường vụ Quốc hội ban hành Nghị quyết số 818/NQ-UBTVQH14 về việc sắp xếp các đơn vị hành chính cấp xã thuộc tỉnh Lạng Sơn (nghị quyết có hiệu lực từ ngày 1 tháng 1 năm 2020). Theo đó, sáp nhập toàn bộ diện tích và dân số của hai xã Bắc Sơn và Quỳnh Sơn thành xã Bắc Quỳnh.